# مقام سيدي بدر
مقام سيدي بدر هو مقام أثري يقع في مدينة عجلون في محافظة عجلون شمال الأردن، على بعد حوالي 150 مترًا جنوب مسجد عجلون الكبير. يعود تاريخه إلى الحقبة الأيوبيّة أو المملوكيّة، وهو عبارة عن زاوية دينيّة استُعملت للتدريس والعبادة في تلك الفترة والفترات اللاحقة حتى الحقبة العثمانيّة، وهو منسوب إلى أحد الأولياء بالمنطقة آنذاك.

## التصميم
يعود تاريخ إنشاء المقام إلى العهد الأيوبي أو المملوكي، متوافقًا بناءه مع بناء قلعة عجلون ومسجد عجلون الكبير. وقد قامت وزارة الأوقاف الأردنيّة بالتعاون مع دائرة الآثار العامّة بترميم البناء عام 1980، حيث تم التنقيب عليه وإبراز معالمه.
يتألف البناء بوضعه الحالي من ثلاث حجرات وساحة أماميّة تحوي على محراب خارجي، الحجرة الأولى تحوي على باب كبير على سعة الواجهة بشكل قوسي تعلوها قبة، والحجرة الثانية تقع في الوسط وهي الأكبر لها باب رئيسي مستطيل الشكل قليل الارتفاع يتوسط الواجهة القبليّة المحراب، ويوجد في الجدار الغربي فتحة ضيقة متصل مع الحجرة الثالثة والتي يعلوها قبة دائريّة به قبر ولها نافذة صغيرة تفتح إلى الجهة الغربيّة. أما بالنسبة لواجهات البناء من الحجر العادي غير المنتظم والجدران من الحجر والطين ويتراوح عرضها ما بين 2 و 6 أمتار.

## وصلات خارجية
- صورة جوية للمقام في عجلون، ويكيمابيا